# تقنية تجنب مخاطر الهبوط الذاتي

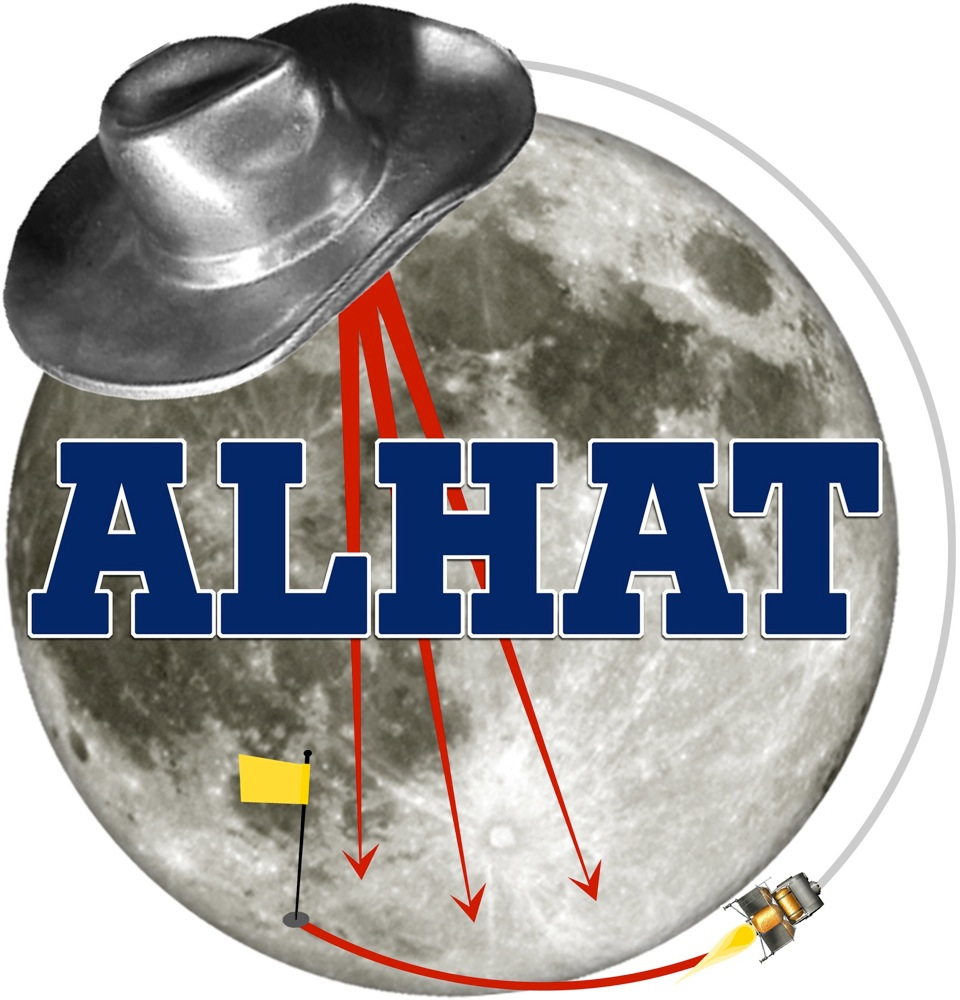

تقنية تجنب مخاطر الهبوط الذاتي (بالإنجليزية: Autonomous Landing Hazard Avoidance Technology)‏، وتُختصر إلى ALHAT، وهي تقنية طورتها وكالة ناسا لهبوط المركبات الفضائية ذاتيًا على القمر، أو كوكب المريخ، أو حتى أحد الكويكبات.
وطبقًا لصفحة المشروع بموقع وكالة ناسا على الإنترنت، ستقدم هذه التقنية نظاماً، هو الأحدث من نوعه، للانخفاض والهبوط بإحدى مركبات الهبوط الكوكبية. ستُقيِّم مجموعة من مستشعرات السطح، القادرة على تجنب المخاطر في الوقت الفعلي، سرعة وارتفاع المركبة الهابطة بالإضافة إلى تضاريس موقع الهبوط للسماح بتنفيذ عملية هبوط دقيقة. ستستخدم المركبة الهابطة خوارزميات هذه التقنية، مع البيانات القادمة من المستشعرات، للتنقل حتى تصل إلى «نقطة الهبوط المُخطط لها مُسبقًا»، حيث ستحدد هذه التقنية ذاتيًا المناطق الآمنة للهبوط هناك ثم ستوجه المركبة حتى تهبط على السطح. ستعمل التقنية في جميع ظروف الإضاءة، من الإضاءة شديدة السطوع عند الأهداف المكشوفة تمامًا إلى شمس، وحتى عند الظروف الغائمة، والظلمة الغازية الخاصة بالأجرام البعيدة في المجموعة الشمسية.
ستكون المركبة الهابطة المُزودة بهذه التقنية قادرةً على كشف وتجنب العوائق مثل الفوهات، والصخور، والمنحدرات، حتى تهبط بأمان ودقة على السطح. أُدير المشروع بواسطة مركز جونسون للفضاء (JSC) بدعم من مختبر الدفع النفاث (JPL) ومركز لانغلي البحثي. يمكن أن تُستخدم بعض المستشعرات أيضًا للمساعدة في عملية الالتحام بالمركبة الفضائية.
تتضمن تقنيات ALHAT نظامًا للكشف عن المخاطر، وليدار دوبلر لقياس السرعة، ومقياس ليزري للارتفاع، وأنظمة برمجية، وخوارزميات للاستشعار، ومعالجات حاسوبية للمسار الفضائي. ستكون هذه التقنيات مُدمجةً مع الأجهزة الملاحية الموجودة على متن المركبة الهابطة. تصل كتلة هذا الجهاز إلى 180 كيلوغرامًا.
اختُبرت هذه الأجهزة عن طريق تشغيلها على مركبات متحركة، مثل إحدى الشاحنات، ومروحية من طراز «هيوي» تابعة لوكالة، ومشروع مركبة مورفيوس الهابطة. وفي نهاية الاختبار، يهدف المشروع أن تصل معدات هذه التقنية إلى المستوى السادس من مستوى جاهزية التكنولوجيا (TRL).
استُبدل مشروع ALHAT بمشروع آخر لوكالة ناسا باسم «المزج المتآزر لتقنيات الهبوط الذاتي (COBALT)». وتزعم وكالة ناسا أن ليدار الدوبلر الملاحي (NDL) لهذا المشروع أصغر بنحو 60%، ويعمل بثلاثة أضعاف سرعة نظيره في مشروع ALHAT بالإضافة إلى قدرته على تحقيق قياسات ذات مدى أطول.